# Богдан Станојевић
Богдан Драгош Аурелију Маријан Станојевић (рум. Bogdan Dragoș Aureliu Marian Stanoevici; Букурешт, 22. јануара 1958 — Букурешт, 12. јануар 2021), или само Богдан Станојевић (рум. Bogdan Stanoevici), био је популарни румунски глумац и политичар, делегирани министар за дијаспору 2014. године у влади Виктора Понте, кандидат на председничким изборима 2019, на којима је поново победио Клаус Јоханис. Умро је од последица Корона вируса.
Са очеве стране његов деда је Србин, рођен на Новом Београду, а бака Немица, док је са мајчине стране деда Турчин а бака Гркиња. Његова мајка је рођена у месту Балчик у Бугарској.